# Цай Лі
Цай Лі (кит. 蔡力, пін. Cài Lì; нар.1 січня 1987) — китайський плавець.
Учасник Олімпійських Ігор 2008 року, де в попередніх запливах на дистанції 50 метрів вільним стилем посів 20-те місце і не потрапив до півфіналів, а в естафеті 4x100 метрів вільним стилем його збірна посіла 12-те місце і не потрапила до фіналу.